# Shopping Jequitibá
O Shopping Jequitibá, também conhecido como Jequitibá Plaza Shopping, é um centro comercial brasileiro localizado em Itabuna, sul da Bahia. Está situado na Avenida Aziz Maron, no bairro nobre Góes Calmon. É o único shopping center do município.
Pertence ao conglomerado Grupo Chaves.
É o maior e principal centro comercial do sul da Bahia, e o primeiro shopping center da região.

## História
O Shopping Jequitibá foi inaugurado em 5 de maio de 2000, sendo o primeiro shopping center do sul da Bahia. Helenilson Jorge de Almeida Chaves, um dos maiores empresários da Bahia e falecido em 2018, foi o responsável pela inauguração do shopping center. Durante décadas, Helenilson esteve no comando do Grupo Chaves, conglomerado ao qual o shopping pertence. Na época da fundação do Shopping Jequitibá, a região sul da Bahia passava por uma grave crise, sobretudo causada pela vassoura-de-bruxa.

## Lojas
Em 2022, o Shopping Jequitibá contava com 144 lojas.

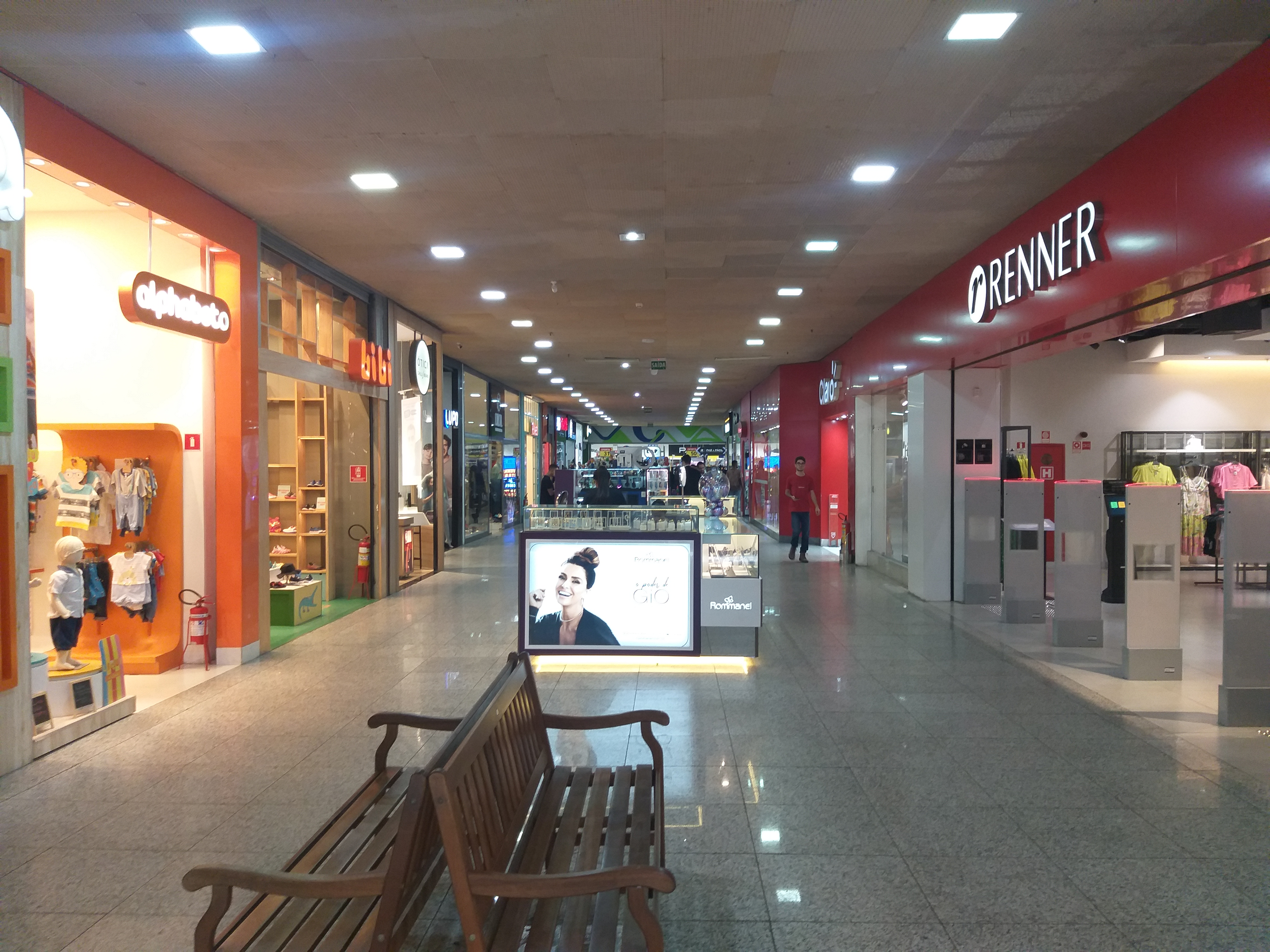
Interior do Shopping Jequitibá